# Zenabel
Zenabel è un film italiano del 1969 diretto da Ruggero Deodato.

## Trama
1627. Una giovane ragazza di nome Zenabel scopre di essere figlia di un duca ucciso dal barone spagnolo Imolne. Zenabel decide quindi di riunire un gruppo di donne per combattere contro Imolne e potersi così vendicare.

## Produzione
Zenabel è stato diretto da Ruggero Deodato per lavorare di nuovo con il produttore e attore Nicola Mauro Parenti, già protagonista in Fenomenal e il tesoro di Tutankamen. Il personaggio principale del film, Zenabel, è interpretato da Lucretia Love, all'epoca moglie di Parenti, mentre quest'ultimo appare nel ruolo del bandito Gennaro. L'antagonista, il barone Alonso Imolne, è invece interpretato da John Ireland.
Il film è stato girato a Bracciano, Roma, e in Toscana. Deodato ricordò che durante una scena nella piazza principale in Toscana, in cui Zenadel stava per essere bruciata viva, John Ireland era assente. L'attore era all'Hilton Hotel di Roma in attesa del suo assegno poiché il produttore non lo aveva ancora pagato. Quando arrivò sul set, Ireland si rifiutò di girare una scena in cui doveva dare il segnale per accendere le fiamme su Zenabel. Ireland non voleva farlo senza conoscere le motivazioni del personaggio, il che portò Deodato a dargli un attore nano tra le braccia come un bambino per convincerlo a completare la scena.

## Distribuzione
Zenabel è stato distribuito nei cinema italiani nel dicembre 1969. Lo storico di cinema Roberto Curti ha scritto che il film è stato un "disastro finanziario" in Italia poiché è stato lanciato nella stessa settimana della strage di piazza Fontana. Deodato in seguito dichiarò di aver messo "cuore e anima in Zenabel, ma il film fu influenzato dalla mancanza di una attrice protagonista famosa."